# Tomáš Pekhart
Tomáš Pekhart est un footballeur international tchèque, né le 26 mai 1989 à Sušice en Tchécoslovaquie. Il évolue comme attaquant au Legia Varsovie.
Par sa grande taille (1,94 m) et son poste d'attaquant, Pekhart est considéré par certains à ses débuts, comme le nouveau Jan Koller.

## Biographie
Tomáš Pekhart entame sa formation professionnelle au SK Slavia Prague à l'âge de 14 ans.
Il rejoint ensuite le club anglais du Tottenham Hotspur à ses 17 ans. Après deux saisons avec l'équipe réserve, il est prêté d'août à décembre 2008 au Southampton FC, club de FL Championship.
Il est de nouveau prêté en février 2009 pour onze mois, cette fois au Slavia Prague, son premier club formateur. Durant la seconde partie de saison 2008-09, il inscrit 2 buts en 13 matchs de championnat et participe à la victoire en Gambrinus Liga. Malheureusement il ne figure plus dans les plans de Karel Jarolím les six mois suivants et n'apparait plus en équipe première.
Toutefois, il tape dans l'œil d'un autre club tchèque, le FK Baumit Jablonec, où il signe le 12 janvier 2010 un contrat de trois ans et demi. 
Après six premiers mois timides toutefois ponctués d'une finale en coupe, il réalise un début de saison 2010-11 tonitruant, inscrivant 11 buts en 15 matchs. Il est alors prêté pour la seconde partie de la saison à l'AC Sparta Prague en février 2011.
Le 4 mai 2011, le club allemand du 1. FC Nuremberg annonce avoir conclu le transfert de Tomáš pour un montant de 1,5 M€ et une durée de quatre ans en vue de la saison 2011-12.

## Sélection nationale
Tomáš dispute deux Coupes du monde avec les moins de 20 ans, en 2007 et en 2009. En 2007, il participe à tous les matchs de la compétition, des poules jusqu'au match pour la troisième place perdu (1-2) face à l'Argentine.
Il débute avec l'équipe A lors d'un match amical perdu (1-2) le 22 mai 2010 contre la Turquie.

## Palmarès
Slavia Prague
- Champion de Tchéquie en 2009

 FC Ingolstadt
- Champion de Bundesliga 2 en 2015.

 AEK Athènes
- Vainqueur de la Coupe de Grèce en 2016

 Hapoël Beer-Sheva
- Championnat d'Israël en 2018.
- Vainqueur de la Supercoupe d'Israël en 2017.